# Modena Football Club 2008-2009
Questa pagina raccoglie i dati riguardanti il Modena Football Club nelle competizioni ufficiali della stagione 2008-2009.

## Stagione
Per la stagione 2008-2009 il tecnico Daniele Zoratto viene riconfermato. Sono altri però i problemi che deve affrontare il Modena nell'estate 2008: la curva gialloblù contesta il patron Romano Amadei, che si vede costretto a cercare in maniera più determinata che in passato degli acquirenti per la società.
La situazione, però, non evolve, poiché saltano le poche ipotesi di cordate disposte all'acquisto. Il calciomercato rimane in stato di stallo, ma nonostante questo Doriano Tosi riesce a concludere molte delle comproprietà. Vengono riscattate le metà di Pinardi dal Lecce e Gozzi dalla Reggiana, mentre per ottenere la seconda metà del cartellino di Salvatore Bruno (ben 19 goal per lui nella stagione 2007-08) la società si vede costretta a lasciare andare al Chievo Angelo Antonazzo e Nicholas Frey. Dal Chievo torna anche Michele Troiano, mentre dal Piacenza arriva nuovamente Giuseppe Gemiti che ha concluso il suo periodo di prestito. Nicola Campedelli, seriamente deciso a rimanere a Cesena, incontra qualche difficoltà dato che si è infortunato qualche mese prima e lo sarà ancora per tutta l'estate.
Nonostante ciò la sua metà del cartellino viene riscattata dai romagnoli. In gialloblù arrivano anche tre giovani: Mahamet Diagouraga del Chievo, Daniele Gasparetto dell'Atalanta e Ivan Artipoli della Lazio. Si rivede anche Jorge Bolaño dopo le vicende personali che lo avevano tenuto lontano dai campi di gioco per qualche tempo. Amadei decide di assumere Marco Ballotta, modenese doc, come direttore generale al fianco di Tosi, ma questi si licenzia dalle sue mansioni. Anche il periodo di Ballotta, però, dura poco tempo: assunto il 12 di agosto, il 17 di settembre verrà licenziato. Nel poco tempo a disposizione Ballotta cede Narciso all'Albinoleffe ed acquista, in prestito dal Catania, il promettente Andrea Catellani classe '88 in forze alla Reggiana.
La partenza è negativa: dopo una serie di sconfitte consecutive ad inizio stagione, prima di cogliere una vittoria devono attendere ben 8 giornate (1 a 0 con il Piacenza, il 12 ottobre). La situazione societaria rimane costante, ma si comincia ad intravedere uno spiraglio grazie all'arrivo in società di Gianni Gibellini (noto imprenditore modenese), che tenta di riportare un po' di passione all'interno dell'ambiente. Il patron Romano Amadei non esce dal suo isolamento volontario ed anzi delega i compiti di direttore generale proprio a Gibellini. Questi cerca di coinvolgere altri imprenditori locali ad entrare nella dirigenza del Modena per subentrare ad Amadei, il quale, nel frattempo, dichiara che, dalla fine del campionato, non darà più la propria disponibilità a ricoprire il ruolo di proprietario del Modena. La squadra si rinforza in autunno con l'aiuto di Gibellini: in ottobre arriva Pedro De Oliveira, svincolatosi dal CFR Cluj, squadra Campione di Romania e, a novembre, i disoccupati Daniele Amerini (ex gialloblù) e Daniele Daino.
All'inizio del girone di ritorno la squadra si trova all'ultimo posto in classifica, ed il mercato non ha apportato nessuna modifica sostanziale alla rosa: torna a Modena l'esterno Domenico Giampà (svincolatosi dalla Salernitana). A fare le spese della precaria situazione di classifica della squadra è l'allenatore Daniele Zoratto, già in discussione da qualche tempo, viene esonerato ed al suo posto il Modena lascia il vice Luigi Apolloni. In febbraio Gianni Gibellini si dimette dal suo incarico di direttore generale ed in marzo rescindono il loro contratto i giocatori Stefano Lombardi e Antonio Scrò. Il Modena, però, riesce a scuotersi ed inanella alcuni risultati positivi tra febbraio e marzo, grazie soprattutto ad Alex Pinardi.
I canarini sembrano uscire dal periodo negativo, terzultimi a 3 lunghezze dal Cittadella, ma la sconfitta a Padova proprio per la parita contro i granata li riporta in crisi. Il turno successivo viene rinviato a causa del terremoto in Abruzzo e il Modena si ritrova al Braglia due settimane dopo Cittadella per il derby con il Sassuolo. I neroverdi che arrivano da 6 partite senza vittorie continuano nella serie negativa incassando un 2 a 0 maturato già nel primo tempo ad opera di Fantini e Biabiany. Pochi giorni dopo il Modena si presenta al "Matusa" di Frosinone per un altro scontro cruciale in chiave salvezza, infatti i frusinati si trovano solo 3 punti sopra i canarini. L'epilogo, però, è ancora una volta amaro, e i gialli escono sconfitti per 1 a 0. Nel turno successivo il Modena esce vittoriosa con un 2 a 1 al Picchi sul Livorno.
L'impegno successivo vede i gialli nuovamente in trasferta ad Ascoli per un altro scontro decisivo. La vittoria per 2 a 1 ad opera di De Oliveira e Bruno porta la squadra fuori dalla zona retrocessione diretta. Il periodo positivo del Modena non si esaurisce ed il sabato seguente i gialli vincono anche con il Mantova. La partita successiva è la trasferta contro un Bari ormai promosso che, però, è deciso a festeggiare la promozione davanti al suo pubblico e supera i gialli con un 4 a 1. Tutto è ancora in gioco ed il Modena ha solo due gare per poter sperare nella salvezza. La prima è l'impegno interno con l'Avellino, diretta concorrente per la salvezza, vinta per 2 a 1. La seconda (nonché ultima di campionato) è la trasferta di Trieste: nell'occasione la vittoria arriva all'83°. I risultati dagli altri campi influiscono in positivo sul Modena che conquista la salvezza diretta senza dover disputare i play-out.

## Divise e sponsor
| Casa | Trasferta | Terza divisa |

## Organigramma societario
Area direttiva
- Presidente: Alfredo Amadei

Area tecnica
- Direttore sportivo:
- Allenatore: Daniele Zoratto, poi Luigi Apolloni
- Allenatore in seconda: Luigi Apolloni, poi Bruno Redolfi
- Collaboratore tecnico: Bruno Redolfi
- Preparatori atletici: David Morelli, Christian Freghieri
- Preparatore dei portieri: Marco Ferrari

## Rosa
| N. |                       | Ruolo | Calciatore           |
| -- | --------------------- | ----- | -------------------- |
| 2  | Francia (bandiera)    | D     | Mahamet Diagouraga   |
| 3  | Colombia (bandiera)   | C     | Jorge Bolaño         |
| 4  | Italia (bandiera)     | C     | Raffaele Longo       |
| 5  | Germania (bandiera)   | C     | Giuseppe Gemiti      |
| 6  | Italia (bandiera)     | D     | Luca Ungari          |
| 7  | Francia (bandiera)    | C     | Jonathan Biabiany    |
| 8  | Italia (bandiera)     | A     | Alex Pinardi         |
| 9  | Italia (bandiera)     | A     | Salvatore Bruno      |
| 10 | Italia (bandiera)     | C     | Michele Troiano      |
| 11 | Italia (bandiera)     | A     | Andrea Catellani     |
| 12 | Italia (bandiera)     | P     | Marco Silvestri      |
| 13 | Italia (bandiera)     | D     | Simone Gozzi         |
| 14 | Italia (bandiera)     | C     | Giorgio Russo        |
| 15 | Italia (bandiera)     | C     | Antonio Scrò         |
| 16 | Italia (bandiera)     | C     | Massimiliano Marsili |
| 17 | Italia (bandiera)     | P     | Antonio Narciso      |
| 17 | Portogallo (bandiera) | C     | Pedro De Oliveira    |
| 18 | Tunisia (bandiera)    | C     | Ahmed Guilouzi       |
| 19 | Italia (bandiera)     | C     | Giovanni Gardella    |
| 20 | Italia (bandiera)     | C     | Cris Gilioli         |

| N. |                           | Ruolo | Calciatore               |
| -- | ------------------------- | ----- | ------------------------ |
| 21 | Italia (bandiera)         | D     | Paolo Ricchi             |
| 22 | Italia (bandiera)         | D     | Ivan Artipoli            |
| 23 | Italia (bandiera)         | D     | Juri Tamburini           |
| 24 | Italia (bandiera)         | A     | Francesco Stanco         |
| 25 | Italia (bandiera)         | D     | Emanuele Martini         |
| 26 | Italia (bandiera)         | D     | Filippo Carini           |
| 27 | Italia (bandiera)         | C     | Alessandro Prandi        |
| 28 | Italia (bandiera)         | D     | Stefano Lombardi         |
| 29 | Italia (bandiera)         | D     | Daniele Gasparetto       |
| 30 | Costa d'Avorio (bandiera) | A     | Jean Romaric Kevin Koffi |
| 31 | Italia (bandiera)         | C     | Daniele Amerini          |
| 32 | Italia (bandiera)         | D     | Daniele Daino            |
| 33 | Italia (bandiera)         | D     | Giuseppe Cardone         |
| 50 | Italia (bandiera)         | D     | Armando Perna            |
| 76 | Italia (bandiera)         | A     | Enrico Fantini           |
| 77 | Italia (bandiera)         | C     | Domenico Giampà          |
| 78 | Italia (bandiera)         | P     | Giorgio Frezzolini       |
| 86 | Italia (bandiera)         | D     | Claudio Cola             |
| 88 | Italia (bandiera)         | P     | Paolo Castelli           |

## Calciomercato

### Sessione estiva(dall'1/7 al 31/8)
| Acquisti | Acquisti             | Acquisti  | Acquisti   |
| R.       | Nome                 | da        | Modalità   |
| -------- | -------------------- | --------- | ---------- |
| P        | Paolo Castelli       | Lucchese  | svincolato |
| D        | Daniele Daino        | Bologna   | svincolato |
| D        | Giuseppe Cardone     | Cesena    | svincolato |
| D        | Ivan Artipoli        | Lazio     | prestito   |
| D        | Mahamet Diagouraga   | Chievo    | prestito   |
| D        | Daniele Gasparetto   | Atalanta  | prestito   |
| C        | Pedro de Oliveira    | UTA Arad  | svincolato |
| C        | Daniele Amerini      | Frosinone | svincolato |
| C        | Massimiliano Marsili | Roma      | prestito   |
| C        | Jonathan Biabiany    | Inter     | prestito   |
| C        | Michele Troiano      | Chievo    | definitivo |
| A        | Andrea Catellani     | Catania   | definitivo |

| Cessioni | Cessioni          | Cessioni    | Cessioni   |
| R.       | Nome              | a           | Modalità   |
| -------- | ----------------- | ----------- | ---------- |
| P        | Antonio Narciso   | AlbinoLeffe | prestito   |
| D        | Nicolas Frey      | Chievo      | prestito   |
| D        | Angelo Antonazzo  | Chievo      | definitivo |
| C        | Nicola Campedelli | Cesena      | prestito   |
| A        | Antonio Russo     | Noicattaro  | prestito   |

### Sessione invernale(dal 7/1 al 2/2)
| Acquisti | Acquisti        | Acquisti    | Acquisti   |
| R.       | Nome            | da          | Modalità   |
| -------- | --------------- | ----------- | ---------- |
| A        | Domenico Giampà | Salernitana | svincolato |

| Cessioni | Cessioni         | Cessioni | Cessioni   |
| R.       | Nome             | a        | Modalità   |
| -------- | ---------------- | -------- | ---------- |
| D        | Stefano Lombardi |          | svincolato |
| C        | Antonio Scrò     |          | svincolato |

## Risultati

### Serie B

#### Girone di andata
| Arbitro: | Cavarretta (Trapani) |

|  |           |                            |
|  | Marcatori | 47’ Laner 90+1’ N. Ferrari |

| Arbitro: | Ayroldi (Molfetta) |

|                                                             |           |                |
| Docente 35’ La Camera 38’ Pagano 53’ (rig.) Vantaggiato 85’ | Marcatori | 43’, 49’ Bruno |

| Arbitro: | Tozzi (Lido di Ostia) |

|          |           |  |
| G. Greco | Marcatori |  |

| Arbitro: | Mazzoleni (Bergamo) |

|  |           |                         |
|  | Marcatori | 37’ (rig.) Fava Passaro |

| Arbitro: | Candussio (Cervignano del Friuli) |

|                                             |           |              |
| Lodi 17’ (rig.) Vannucchi 53’ Coralli 90+3’ | Marcatori | 8’ Catellani |

| Arbitro: | Baracani (Firenze) |

|                   |           |             |
| Pinardi 8’ (rig.) | Marcatori | 27’ Scaglia |

| Parma 4 ottobre 2008, ore 16:00 7ª giornata | Parma             | 0 – 0 | Modena | Stadio Ennio Tardini\| Arbitro: \| Saccani (Mantova) \| |
| Arbitro:                                    | Saccani (Mantova) |       |        |                                                         |

| Arbitro: | Giannoccaro (Lecce) |

|           |           |  |
| Bruno 61’ | Marcatori |  |

| Arbitro: | Peruzzo (Schio) |

|                                  |           |              |
| Mastronunzio 12’, 82’ Turati 31’ | Marcatori | 43’ Biabiany |

| Arbitro: | Pinzani (Empoli) |

|                 |           |                                                   |
| P. Oliveira 12’ | Marcatori | 24’ (rig.) A. Caracciolo 33’ Feczesin 63’ Baronio |

| Arbitro: | Pierpaoli (Firenze) |

|                           |           |                            |
| Sgrigna 19’ Margiotta 81’ | Marcatori | 49’ Catellani 59’ Biabiany |

| Arbitro: | Saccani (Mantova) |

|                                               |           |                                           |
| D. Gasparetto 33’ Bruno 60’ (rig.) Gemiti 84’ | Marcatori | 4’ Ganci 16’ Meggiorini 90+3’ (rig.) Iori |

| Arbitro: | Tommasi (Bassano del Grappa) |

|                             |           |                 |
| Sansovini 47’ Abruzzese 77’ | Marcatori | 42’ P. Oliveira |

| Arbitro: | Girardi (San Donà di Piave) |

|                         |           |  |
| Fantini 45’ Troiano 75’ | Marcatori |  |

| Arbitro: | Morganti (Ascoli Piceno) |

|                                |           |  |
| Noselli 2’, 34’ Zampagna 90+1’ | Marcatori |  |

| Modena 29 novembre 2008, ore 16:00 16ª giornata | Modena              | 0 – 0 | Livorno | Stadio Alberto Braglia\| Arbitro: \| De Marco (Chiavari) \| |
| Arbitro:                                        | De Marco (Chiavari) |       |         |                                                             |

| Arbitro: | Bergonzi (Genova) |

|                                      |           |  |
| Catellani 30’ Bruno 57’ Biabiany 70’ | Marcatori |  |

| Arbitro: | Marelli (Como) |

|                      |           |                       |
| Tarana 10’ Rizzi 15’ | Marcatori | 29’ (rig.), 76’ Bruno |

| Arbitro: | N. Stefanini (Prato) |

|  |           |                                  |
|  | Marcatori | 17’ (rig.) P. Barreto 82’ Caputo |

| Arbitro: | Romeo (Verona) |

|                                         |           |                                      |
| Koman 6’ De Zerbi 17’, 43’ Sforzini 69’ | Marcatori | 31’ Catellani 51’ Biabiany 65’ Longo |

| Modena 17 gennaio 2009, ore 16:00 21ª giornata | Modena             | 0 – 0 | Triestina | Stadio Alberto Braglia\| Arbitro: \| Baracani (Firenze) \| |
| Arbitro:                                       | Baracani (Firenze) |       |           |                                                            |

#### Girone di ritorno
| Arbitro: | Calvarese (Teramo) |

|                      |           |              |
| Cisse 79’ Perico 86’ | Marcatori | 46’ Biabiany |

| Arbitro: | Cavarretta (Trapani) |

|               |           |             |
| Catellani 87’ | Marcatori | 23’ Docente |

| Arbitro: | Gervasoni (Mantova) |

|                                   |           |                              |
| Longo 16’ Catellani 42’ Bruno 66’ | Marcatori | 2’, 21’ G. Greco 14’ Alvarez |

| Arbitro: | Tommasi (Bassano del Grappa) |

|                                        |           |                     |
| Soligo 1’ Fava Passaro 23’ (rig.), 55’ | Marcatori | 3’ Bruno 85’ Stanco |

| Arbitro: | Valeri (Roma) |

|                                         |           |  |
| Giampà 35’ Biabiany 49’ P. Oliveira 77’ | Marcatori |  |

| Arbitro: | Banti (Livorno) |

|  |           |                    |
|  | Marcatori | 10’ (rig.) Pinardi |

| Arbitro: | Farina (Novi Ligure) |

|                      |           |                                    |
| Bruno 6’ Pinardi 42’ | Marcatori | 34’ Mariga 44’ (rig.) C. Lucarelli |

| Arbitro: | Baracani (Firenze) |

|                  |           |  |
| M. Anaclerio 13’ | Marcatori |  |

| Arbitro: | Ciampi (Roma) |

|            |           |  |
| Giampà 69’ | Marcatori |  |

| Arbitro: | Giannoccaro (Lecce) |

|                   |           |              |
| Ungari 25’ (aut.) | Marcatori | 35’ Biabiany |

| Arbitro: | Velotto (Grosseto) |

|                     |           |                  |
| Bruno 12’, 30’, 73’ | Marcatori | 90+2’ Bjelanovic |

| Arbitro: | Banti (Livorno) |

|                                                    |           |  |
| D. Oliveira 26’ Meggiorini 29’, 56’ Bonvissuto 88’ | Marcatori |  |

| Arbitro: | Pierpaoli (Firenze) |

|             |           |              |
| Troiano 70’ | Marcatori | 31’ Federici |

| Arbitro: | Ayroldi (Molfetta) |

|          |           |  |
| Eder 68’ | Marcatori |  |

| Arbitro: | Gava (Conegliano) |

|                          |           |  |
| Fantini 30’ Biabiany 36’ | Marcatori |  |

| Arbitro: | Ciampi (Roma) |

|              |           |                       |
| Diamanti 73’ | Marcatori | 16’ Pinardi 47’ Bruno |

| Arbitro: | Baracani (Firenze) |

|            |           |                          |
| Soncin 88’ | Marcatori | 8’ P. Oliveira 61’ Bruno |

| Arbitro: | Banti (Livorno) |

|               |           |  |
| Catellani 80’ | Marcatori |  |

| Arbitro: | Velotto (Grosseto) |

|                                                             |           |           |
| Guberti 12’ Lanzafame 28’ Kutuzov 44’ P. Barreto 67’ (rig.) | Marcatori | 42’ Bruno |

| Arbitro: | Valeri (Roma) |

|                       |           |           |
| Bruno 31’ Troiano 87’ | Marcatori | 80’ Koman |

| Arbitro: | Orsato (Schio) |

|  |           |             |
|  | Marcatori | 84’ Pinardi |

### Coppa Italia
| Arbitro: | Marelli (Como) |

|  |           |             |
|  | Marcatori | 59’ Troiano |

| Arbitro: | Ayroldi (Molfetta) |

|                                 |           |                  |
| T. Manfredini 31’ Marconi 90+2’ | Marcatori | 36’ (rig.) Bruno |

## Statistiche

### Statistiche dei giocatori
| Giocatore     | Serie B  | Serie B | Serie B     | Serie B    | Coppa Italia | Coppa Italia | Coppa Italia | Coppa Italia | Totale   | Totale | Totale      | Totale     |
| Giocatore     | Presenze | Reti    | Ammonizioni | Espulsioni | Presenze     | Reti         | Ammonizioni  | Espulsioni   | Presenze | Reti   | Ammonizioni | Espulsioni |
| ------------- | -------- | ------- | ----------- | ---------- | ------------ | ------------ | ------------ | ------------ | -------- | ------ | ----------- | ---------- |
| D. Amerini    | 18       | 0       | ?           | ?          | 0            | 0            | ?            | ?            | 18       | 0      | ?           | ?          |
| I. Artipoli   | 10       | 0       | ?           | ?          | 1            | 0            | ?            | ?            | 11       | 0      | ?           | ?          |
| J. Biabiany   | 38       | 8       | ?           | ?          | 2            | 0            | ?            | ?            | 40       | 8      | ?           | ?          |
| J. Bolaño     | 34       | 0       | ?           | ?          | 0            | 0            | ?            | ?            | 34       | 0      | ?           | ?          |
| S. Bruno      | 37       | 18      | ?           | ?          | 2            | 1            | ?            | ?            | 39       | 19     | ?           | ?          |
| A. Catellani  | 34       | 7       | ?           | ?          | 0            | 0            | ?            | ?            | 34       | 7      | ?           | ?          |
| G. Cardone    | 9        | 0       | ?           | ?          | 1            | 0            | ?            | ?            | 10       | 0      | ?           | ?          |
| P. Castelli   | 19       | -22     | ?           | ?          | 0            | -0           | ?            | ?            | 19       | -22    | ?           | ?          |
| D. Daino      | 9        | 0       | ?           | ?          | 0            | 0            | ?            | ?            | 9        | 0      | ?           | ?          |
| M. Diagouraga | 27       | 0       | ?           | ?          | 1            | 0            | ?            | ?            | 28       | 0      | ?           | ?          |
| E. Fantini    | 19       | 2       | ?           | ?          | 2            | 0            | ?            | ?            | 21       | 2      | ?           | ?          |
| G. Frezzolini | 25       | -41     | ?           | ?          | 2            | -2           | ?            | ?            | 27       | -43    | ?           | ?          |
| D. Gasparetto | 13       | 1       | ?           | ?          | 1            | 0            | ?            | ?            | 14       | 1      | ?           | ?          |
| G. Gemiti     | 30       | 1       | ?           | ?          | 2            | 0            | ?            | ?            | 32       | 1      | ?           | ?          |
| D. Giampà     | 16       | 2       | ?           | ?          | 0            | 0            | ?            | ?            | 16       | 2      | ?           | ?          |
| C. Gilioli    | 4        | 0       | ?           | ?          | 0            | 0            | ?            | ?            | 4        | 0      | ?           | ?          |
| A. Guilouzi   | 3        | 0       | ?           | ?          | 0            | 0            | ?            | ?            | 3        | 0      | ?           | ?          |
| S. Gozzi      | 34       | 0       | ?           | ?          | 2            | 0            | ?            | ?            | 36       | 0      | ?           | ?          |
| J.R.K. Koffi  | 8        | 0       | ?           | ?          | 2            | 0            | ?            | ?            | 10       | 0      | ?           | ?          |
| R. Longo      | 20       | 2       | ?           | ?          | 0            | 0            | ?            | ?            | 20       | 2      | ?           | ?          |
| M. Marsili    | 10       | 0       | ?           | ?          | 2            | 0            | ?            | ?            | 12       | 0      | ?           | ?          |
| P. Oliveira   | 21       | 4       | ?           | ?          | 0            | 0            | ?            | ?            | 21       | 4      | ?           | ?          |
| A. Perna      | 33       | 0       | ?           | ?          | 0            | 0            | ?            | ?            | 33       | 0      | ?           | ?          |
| A. Pinardi    | 26       | 5       | ?           | ?          | 2            | 0            | ?            | ?            | 28       | 5      | ?           | ?          |
| P. Ricchi     | 11       | 0       | ?           | ?          | 2            | 0            | ?            | ?            | 13       | 0      | ?           | ?          |
| G. Russo      | 0        | 0       | ?           | ?          | 0            | 0            | ?            | ?            | 0        | 0      | ?           | ?          |
| F. Stanco     | 11       | 1       | ?           | ?          | 0            | 0            | ?            | ?            | 11       | 1      | ?           | ?          |
| J. Tamburini  | 33       | 0       | ?           | ?          | 0            | 0            | ?            | ?            | 33       | 0      | ?           | ?          |
| M. Troiano    | 30       | 3       | ?           | ?          | 2            | 1            | ?            | ?            | 32       | 4      | ?           | ?          |
| L. Ungari     | 8        | 0       | ?           | ?          | 0            | 0            | ?            | ?            | 8        | 0      | ?           | ?          |